# De verloren zoon (Alfvén)
De verloren zoon is een compositie van Hugo Alfvén. Hij schreef muziek bij een ballet dat op 27 april 1957 werd uitgevoerd, toen de componist bijna 85 jaar was. Herbert Sandberg gaf leiding aan de Hovkapellet in Dramaten. Thema was het verhaal van de verloren zoon, maar dan verplaatst naar Zweden. De volledige muziek voor het ballet wordt zelden meer gespeeld. 

## Suite
Uit de muziek haalde Alfvén een suite en daarvan is in 2012 een redelijke discografie voorhanden. Het werk is relatief populair dankzij de suite de Polka från Roslagen, die enige tijd veel gespeeld werd onder de subtitel Zweedse polka.
De suite beleefde een eerdere eerste uitvoering van het ballet. De suite bestaat voor een groot deel uit polka's en is verdeeld in zeven deeltjes:
- Gånglåt från Leksand
- Polska från Orsa
- Festmarch
- Polketta
- Steklåt
- Polka från Roslagen
- Gösse Anders polska

Alfvén schreef de suite voor (voor de originele muziek is een groter orkest nodig):
- 3 dwarsfluiten, 3 hobo’s (III ook althobo), 3 klarinetten,  3 fagotten (III ook contrafagot)
- 4 hoorns, 3 trompetten, 3 trombones, 0 tuba
- pauken, 3 man/vrouw percussie, 2 harpen
- violen, altviolen, celli, contrabassen